# Ciobanul zburător
Ciobanul zburător este un film românesc din 2008 regizat de Cătălin Mușat.
Filmul spune povestea unor ciobani de la o stână din zona Sibiului, în apropierea căreia se construiește un aerodrom.

## Mențiuni și premii
- Mențiune specială la secțiunea "Leopards of Tomorrow" - competiția internațională, dedicată filmelor de scurtmetraj, din cadrul Festivalului de Film de la Locarno, în august 2008[1]
- Nominalizare Gopo pentru debut numit și Premiul „Tânără Speranță”, - 2009[2]